# 攝津正
攝津正（せっつ ただし，Settsu Tadashi，1982年6月1日—），為日本的棒球選手之一，目前效力於日本職棒福岡軟銀鷹。守備位置為投手。

## 經歷

### 業餘時期
2000年:高中畢業後入社JR東日本，參加該社所屬的東北硬式野球部。

2004年:獲日本選手權東北二次預選最優秀選手賞。

2006年:入選日本國家代表隊參加WBC，先發登板4戰全勝。投球局數28又2/3局，僅1分自責分（防御率0.31），獲大會優秀投手獎。

2009年:參加日本職棒選秀會，獲福岡軟體銀行鷹第五指名。

### 職棒時期
2009年

- 進入職棒的第一年，被定位為中繼投手，70場出賽中拿下34場中繼成功，季後獲洋聯新人王與最優秀中繼投手

2010年

- 職棒第二年，連續兩年超過70場登板，防禦率僅2.84，再次獲洋聯最優秀中繼投手
- 和隊友投手群Brian Thomas Falkenborg、馬原孝浩和甲藤啟介合稱為SBM48，為球隊的勝利方程式。
- 該年度球團欲將攝津正的年薪提高到一億日圓，本人表示"還不到領一億年薪的實力"斷然拒絕，簽訂了9500萬年薪的契約。[1]

2011年

- 因應球隊右投不足，調整為先發投手，年度戰績為14勝8敗。
- 6月5日，對廣島東洋鯉魚隊投出生涯首場完投完封勝

2012年

- 先發第二年，擔任球隊開幕戰投手，順利拿下勝投。
- 年度戰績為17勝5敗，獲洋聯勝投王。該年度的17勝，為日本職棒兩聯盟中最多勝投數的投手，此一優異表現也使他獲得象徵日職最優秀投手獎的澤村賞。[2]
- 2013推定年薪為3億2000萬日幣(內含3000萬元獎金)，從進入職棒初年的1200萬日幣至今漲了24倍，打破了達比修有創下的第5年年薪到達2億7千萬的最快紀錄。[3]

2013年

- 為第三屆世界棒球經典賽日本代表選手。
- 連續兩年擔任球隊開幕戰投手皆獲勝。(軟體銀行鷹在開幕戰獲勝後，就遭遇五連敗，第七場由攝津正先發的比賽才止敗獲勝，被盛讚果然是球隊的ACE)

## 軼事
- 性格內向少言，本人表示最大的興趣是釣魚，與馬原孝浩、杉內俊哉、細川亨及軟銀的前輩城島健司皆是釣友，2012年曾與城島健司一同參與釣魚節目。[4]
- 和隊友捕手細川亨私交甚篤，細川2010年由西武轉隊至軟銀，由於兩人皆是東北出身(攝津:秋田縣、細川:青森縣)，也都喜歡釣魚，便很快的建立起友情。2012年一度與其他捕手搭擋時曾遭遇低潮，和細川搭配後，才有顯著的進步。因此細川被攝津視為固定搭配的捕手。
- 座右銘是"平常心"
- 2011年日本職棒總冠軍賽，軟銀前兩戰皆落敗，攝津在第三戰先發取得勝投，為球隊奠定了勝利的基礎。關鍵的第七戰，軟銀處於領先，在九局下兩出局時，攝津上場以再見三振取得最後一個出局數，得到日本冠軍的當下，攝津只有小幅度的振臂歡呼，和周圍興奮的隊友形成極大的溫度差。
- 登場曲為"et-king"的單曲"gift"，本人自述是在友人的婚禮上聽到，覺得很不錯的歌曲，因此選為自己的登場曲。

## 紀錄

### 職業初紀錄
- 初登板・初中繼：2009年4月5日、對歐力士（福岡巨蛋）1又1/3局無失分
- 初三振：2009年4月9日、對東北樂天（宮城球場）、打者:中村紀洋
- 初勝利：2009年5月8日、對埼玉西武（福岡巨蛋）、7局救援登板、1又1/3局無失分
- 初救援：2010年9月5日、對歐力士（神戸綜合運動公園）救援登板無失分
- 初先發：2011年4月16日、對埼玉西武（福岡巨蛋）、4又1/3局失8分，為敗戰投手
- 初先發勝：2011年4月24日、對千葉羅德（藤崎台県営野球場）、8局失3分，6次奪三振
- 初完投・完封：2011年6月5日、對廣島東洋、8次奪三振
- 生涯初打點：2011年6月19日、對橫濱DeNA

### 獲獎紀錄
- 日本職棒新人王（2009年）
- 日本プロスポーツ大賞-最高新人賞（2009年）
- 太平洋聯盟最優秀中繼投手（2009年）
- 太平洋聯盟最優秀中繼投手（2010年）
- 澤村賞（2012年）
- 太平洋聯盟勝投王（2012年）
- 太平洋聯盟最優秀勝率投手（2012年）

### 歷年成績
| 年度     | 球團     | 出賽 | 勝投 | 敗投 | 救援 | 中繼 | 勝率 | 先發數 | 完投 | 完封 | 無四壞完投 | 投球局數 | 打者數 | 被安打 | 被全壘打 | 奪三振 | 四壞 | 與死球 | 失分 | 自責分 | 防禦率 |
| -------- | -------- | ---- | ---- | ---- | ---- | ---- | ---- | ------ | ---- | ---- | ---------- | -------- | ------ | ------ | -------- | ------ | ---- | ------ | ---- | ------ | ------ |
| 2009     | 軟銀     | 69   | 5    | 2    | 0    | 34   | .714 | 0      | 0    | 0    | 0          | 78 1/3   | 316    | 50     | 3        | 98     | 35   | 1      | 13   | 13     | 1.49   |
| 2010     | 軟銀     | 71   | 4    | 3    | 1    | 38   | .571 | 0      | 0    | 0    | 0          | 82 1/3   | 315    | 52     | 3        | 89     | 21   | 5      | 23   | 21     | 2.30   |
| 2011     | 軟銀     | 26   | 14   | 8    | 0    | 0    | .636 | 23     | 3    | 1    | 0          | 177 2/3  | 699    | 148    | 10       | 150    | 31   | 6      | 57   | 55     | 2.79   |
| 2012     | 軟銀     | 27   | 17   | 5    | 0    | 0    | .773 | 24     | 3    | 2    | 1          | 193 1/3  | 770    | 148    | 8        | 153    | 54   | 2      | 46   | 41     | 1.91   |
| 2013     | 軟銀     | 5    | 3    | 1    | 0    | 0    | .750 | 5      | 0    | 0    | 0          | 34       | 130    | 22     | 1        | 36     | 9    | 2      | 6    | 6      | 1.59   |
| 通算:5年 | 通算:5年 | 198  | 43   | 19   | 1    | 72   | .694 | 52     | 6    | 3    | 1          | 565 2/3  | 2160   | 420    | 25       | 526    | 150  | 16     | 145  | 136    | 2.16   |

## 登場曲
♪ 「ギフト」/ ET-KING (2009年～2010年)
♪ 「ギフト(攝津オリジナルVer.)」/ ET-KING (2011年～2012年)
♪「Sugoi Indeed」/Electric Eel Shock (2012年9月17日限定)
♪「Strong Island」 /餓鬼レンジャー feat. RYO The SKYWALKER(2013年～2014年)
♪「Mr.S-SAITEI DE SAIKOU NO OTOKO」／SMAP(2015年～)

## 外部連結
- 攝津正在台灣棒球維基館上的頁面（繁體中文）
- 福岡軟體銀行鷹-選手名鑑
- 個人戰績-日本yahoo sports